# Medalha Solidariedade de Timor-Leste

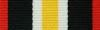
Bandschnalle der Medalha Solidariedade de Timor-Leste

Die Medalha Solidariedade de Timor-Leste (deutsch Solidaritätsmedaille Osttimors) ist ein Ehrenzeichen Osttimors.

## Hintergrund
Die Medalha Solidariedade de Timor-Leste wird Polizei- und Militärangehörigen (in- und ausländischen) verliehen, die im Rahmen der unter dem Mandat der Vereinten Nationen stehenden Missionen nach dem 1. Mai 2006 und während des Einsatzes der INTERFET zwischen dem 20. September 1999 und dem 28. Februar 2000 in Sicherheitseinsätzen in Osttimor tätig waren.
Geehrt werden automatisch Polizisten, Soldaten oder Zivilpersonen, die ohne Unterbrechung mindestens 180 Tage ihren Dienst in Osttimor versahen. Außerdem werden zusätzlich Listen von Personen angefertigt, die mindestens 90 beziehungsweise 120 Tage in Osttimor ihren Dienst versahen. Bei diesen Personen kann der Staatspräsident über eine Auszeichnung befinden. Zudem kann der Staatspräsident in Ausnahmefällen auch Personen auszeichnen, die nicht die Vorgaben erfüllt haben. Näheres zur Verleihung wird per Präsidentendekret festgelegt.

## Aussehen
Die silberne Medaille hat einen Durchmesser von 38 mm. Die Vorderseite zeigt die Landkarte Osttimors sowie die Worte „Timor-Leste“ und „Solidaridade“. Auf der Rückseite befindet sich das Wappen Osttimors. Das Ordensband verwendet die Farben der Nationalflagge Osttimors.

## Träger der Medalha Solidariedade de Timor-Leste
Allein etwa 7000 Angehörige des australischen Militärs wurden mit der Medaille ausgezeichnet. Aus Neuseeland stammen mehr als 1100 Soldaten und über 170 Polizisten, die geehrt wurden. Unter den geehrten aus Osttimor sind die Polizisten Pedro Belo und Natércia Martins.